# Czartówka (Rudawy Janowickie)
Czartówka – skały w południowo-zachodniej Polsce, w Sudetach Zachodnich, w Rudawach Janowickich, na Janowickim Grzbiecie.

## Położenie
Czartówka położona jest w Sudetach Zachodnich, w północnej części Rudaw Janowickich, we wschodniej części Janowickiego Grzbietu, tuż pod grzbietem odchodzącym od Świniej Góry na północny zachód, ku Lwiej Górze, w rejonie przełęczy oddzielającej oba wzniesienia, na wysokości ok. 670 m n.p.m..
Obok znajduje się wiele drobnych skałek i bloków, w szerszej okolicy występują: Obła, Mniszek, Diabelski Kościół, Pieklisko, Starościńskie Skały, Strużnickie Skały.

## Charakterystyka
Czartówka jest zgrupowaniem wielu skałek usytuowanych w dwóch zgrupowaniach. Niektóre z nich noszą własne nazwy. Są to: Okapy, Mostek, Przewiecha, Ambona, Mur. Skały oraz leżące wokół bloki zbudowane są z granitu karkonoskiego. Pocięte są ukośnie biegnącymi spękaniami ciosowymi.

## Ochrona przyrody
Czartówka znajduje się w Rudawskim Parku Krajobrazowym.

## Turystyka
Niedaleko, za Piekliskiem, biegnie   (niebieski) szlak turystyczny będący fragmentem Europejskiego Szlaku E3 prowadzącego z Trzcińska na Skalnik przez Wołek.